# Болюх Василь
Васи́ль Бо́люх (12 січня 1889, с. Кутківці, нині в складі м. Тернополя — 17 жовтня 1953, Австралія (за іншими даними, 17 вересня 1955)) — сотник УГА, в листопаді 1918 — перший комендант Тернополя та Тернопільського повіту, згодом — комендант Житомира та Проскурова.

## Життєпис
Закінчив Тернопільську гімназію, згодом Львівський університет, правничий факультет.
З початком Першої світової війни мобілізований до австро-угорської армії.
З постанням Західноукраїнської Народної Республіки активно включився в розбудову держави, став першим воєнним комендантом Тернополя і повіту, з переходом УГА за Збруч — Житомира і Проскурова.
Безпосередньо брав участь в українсько-польській війні в званні сотника — 18 бригада УГА.
За окупації ЗУНР працював у Тернополі в кооперації, деякий час був головою надзірної ради місцевої філії «Українбанку».
Активний діяч товариств «Сільський господар» та «Просвіта».
Був членом Повітового Комітету УНДО в Тернополі.
1935 року обраний послом до польського сейму від Тернопільсько-Збаразько-Золочівського округу, виступав проти поселення поляків на західноукраїнських землях, у виступах в сеймі захищав інтереси українського населення Галичини, займався допомогою членам ОУН.
Під час Другої світової війни співпрацював з українським підпіллям, згодом еміґрував до Австрії, далі — до Німеччини, а звідти у 1949 році — до Австралії.
В Австралії розвинув активну громадську діяльність, став першим головою Об'єднання українців Австралії.
Його сини Мирослав (політичний, кооперативний діяч, журналіст і редактор) та Юрій (підприємець, спортовий діяч) — громадські активісти українства Австралії.

## Вшанування пам'яті
У Кутківцях іменем Василя Болюха названа вулиця.